# Първа юдейско-римска война
Първата юдейско-римска война е първото от поредица въстания на евреите срещу властта на Римската империя в провинция Юдея.
Бунтът започва през 66 година, предизвикан от междуетническото напрежение между римляни и евреи, като въстаниците бързо установяват контрол над голяма част от Юдея със столицата Йерусалим. Първоначалните опити на римляните да потушат въстанието се провалят и се стига до продължителна военна кампания, водена от военачалника Веспасиан и неговия син Тит, която завършва с успешната обсада на Йерусалим през 70 година. Окончателното потушаване на бунта отнема още няколко години.
Разрушаването на Втория храм при превземането на Йерусалим от римляните и изселването на повечето евреи от града е повратна точка в историята на евреите и юдаизма. Премахването на храма с извършваните в него жертвоприношения лишава от роля свещеничеството и неговото място е заето от фарисеите, които не се включват в бунта и са толерирани от римляните след него. Техните възгледи стават основа на развилия се след въстанието равински юдаизъм, доминиращото течение в юдаизма в наши дни.